# The Lost Tapes
The Lost Tapes – kompilacja wydana przez pochodzącego z Queensbridge rapera Nasa.

## Lista utworów
| #  | Tytuł                                        | Długość | Wykonanie                                                                | Produkcja                |
| -- | -------------------------------------------- | ------- | ------------------------------------------------------------------------ | ------------------------ |
| 1  | "Doo Rags"                                   | 4:03    | N. Jones, L. Gates                                                       | Precision                |
| 2  | "My Way"                                     | 3:55    | N. Jones, A. Maman                                                       | The Alchemist            |
| 3  | "U Gotta Love It"                            | 3:18    | Nasir Jones Leshan David Lewis Carlos Wilson Louis Wilson Ricardo Wilson | L.E.S.                   |
| 4  | "Nothing Lasts Forever"                      | 3:52    | Nasir Jones Leshan David Lewis                                           | L.E.S.                   |
| 5  | "No Idea's Original"                         | 3:04    | Nasir Jones Alan Maman Barry White                                       | The Alchemist            |
| 6  | "Blaze a 50"                                 | 2:49    | Nasir Jones Leshan David Lewis Jean-Claude Olivier Samuel Barnes         | L.E.S., Poke & Tone      |
| 7  | "Everybody’s Crazy"                          | 3:35    | N. Jones, D. Stinson                                                     | Rockwilder               |
| 8  | "Purple"                                     | 3:39    | N. Jones, T. Spearman                                                    | Hill Inc.                |
| 9  | "Drunk by Myself"                            | 4:03    | Nasir Jones Alvin West Samuel Barnes Jean-Claude Olivier                 | Alvin West, Poke & Tone  |
| 10 | "Black Zombie"                               | 3:35    | N. Jones,T. Spearman                                                     | Hill Inc.                |
| 11 | "Poppa Was a Playa"                          | 3:49    | Nasir Jones Kanye West Allan Wayne Felder Norman Ray Harris              | Deric "D-Dot" Angelettie |
| 12 | "Fetus (Belly Button Window)" [Ukryty utwór] | 3:20    |                                                                          | Trackmasters             |